# Alexander Alexandrowitsch Bestuschew

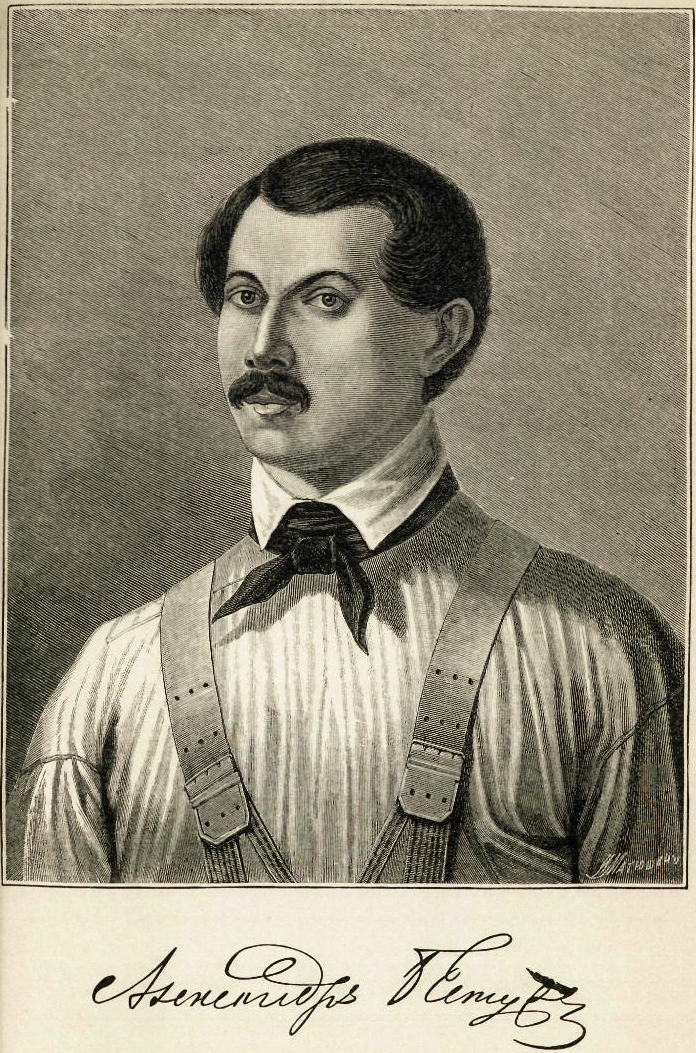
Alexander Alexandrowitsch Bestuschew

Alexander Alexandrowitsch Bestuschew (russisch Александр Александрович Бестужев, auch Bestuschew-Marlinski; * 23. Oktoberjul. / 3. November 1797greg. in Sankt Petersburg; † 7. Junijul. / 19. Juni 1837greg. bei Adler) war ein russischer Schriftsteller.

## Leben
Bestuschew wurde als fünftes Kind unter fünf Söhnen und drei Töchtern des Offiziers, Schriftstellers und Pädagogen Alexander Fedossejewitsch Bestuschew und einer Kaufmannstochter geboren. Seine Karriere als Schriftsteller begann im Jahr 1817 mit ersten Veröffentlichungen seiner Dichtungen, Übersetzungen und historischen Aufsätze in führenden russischen Journalen. In den 1820er Jahren veröffentlichte er erstmals einen Artikel unter dem Pseudonym „A. Marlinskij“, das sich auf den Marli-Pavillon in Peterhof zurückführen lasst, in dessen Nähe er seinen ersten Dienstposten angetreten hatte. 1823–1825 gab er mit Kondrati Rylejew den Almanach Polarstern heraus. Als Mitglied der Dekabristenvereinigung (Nordbund) wurde er am 22. August 1826 zu 15 Jahren Zwangsarbeit verurteilt, die er in Jakutsk ableisten sollte. Auf Antrag der Familie wurde er zum Militärdienst in den Kaukasus versetzt und traf Mitte August 1829 in Tbilissi ein. Er war damit der einzige Dekabrist der schreibenden Zunft, dem gestattet wurde seine Karriere fortzusetzen. Bestuschew nahm im Verlauf des Kaukasuskrieges an zahlreichen militärischen Operationen teil, erhielt einige Auszeichnungen und starb am 7. Juni 1837 in einem Gefecht bei Adler (Schwarzmeerküste). Er hinterließ ein Werk, das zu seiner Zeit unter der russischen Leserschaft außerordentlich beliebt war (Lyrik, Prosa, Kritiken) und vorübergehend sogar die Popularität Alexander Puschkins in den Schatten stellte. Seine Werke zum Kaukasus, vor allem Ammalat-Bek (1831), begründeten einen eigenen Stil, der im Russland der 1830er Jahre unter dem Schlagwort "Marlinismus" bekannt wurde und auch die Werke von Michail Lermontow und Lew Tolstoi beeinflusste.

## Ins Deutsche übersetzte Werke (Auswahl)
- Eine Reise nach Reval. Reisebericht, 1820–1821 ISBN 978-3352004568
- Skizzen aus dem Kaukasus. Leipzig, 1845 archive.org
- Der Räuber im Kaukasus. Eine Erzählung. Wien und Leipzig, 1851 1. Band – Internet Archive, 2. Band – Internet Archive, 3. Band – Internet Archive